# Lola Murotova
Lola Neʼmatovna Murotova (auch Murodova, usbekisch Лола Неъматовна Муротова, russisch Лола Нематовна Муротова Lola Nematowna Murotowa; * 9. März 1958 im Oltiariq tumani, Provinz Fargʻona, Usbekische SSR, UdSSR; † 30. Mai 2022 im Oltiariq tumani, Provinz Fargʻona, Usbekistan) war eine usbekische Politikerin und Heldin Usbekistans. Sie war eine bekannte Vertreterin der Agrarwissenschaft, usbekische Landwirtin und Person des öffentlichen Lebens.

## Leben
Lola Murotova arbeitete mehr als 40 Jahre lang in der Landwirtschaft. Mit der Einführung der Bauernbewegung in Usbekistan gründete sie als eine der Ersten den landwirtschaftlichen Betrieb „Nurli Obod“ (Нурли обод) und leitete ihn bis zu ihrem Lebensende.
Auf Initiative von Lola Murotova begannen die Schnellzüge Taschkent-Andijon, Taschkent-Buxoro, Andijon-Xiva und Andijon-Termiz an der Eisenbahnstation Altaryk für 3 Minuten anzuhalten.
Sie war Mitglied des Vorstands des Frauenkomitees Usbekistans und Mitglied der Abgeordnetengruppe der Liberaldemokratische Partei in der Volksversammlung der Provinz Fargʻona. 2020 wurde sie zur Abgeordneten des Senats des Oliy Majlis für die Provinz Fargʻona gewählt.
Murotova starb am 30. Mai 2022 nach langer Krankheit.

## Auszeichnungen
Sie erhielt den Ehrentitel Verdiente Arbeiterin der Landwirtschaft der Republik Usbekistan sowie die Orden „Эл-юрт хурмати“ (Dem Volk und der Heimat gewidmet) und „Фидокорона хизматлари учун“ (Für selbstlose Dienste) (2017).

Gemäß dem Dekret des Präsidenten der Republik Usbekistan über die Verleihung des Titels Heldin Usbekistans vom 28. August 2019 anlässlich des 28. Unabhängigkeitstags der Republik Usbekistan wurde Lola Murotova der höchste Titel Heldin Usbekistans verliehen und sie erhielt die höchste Auszeichnung – die Medaille Goldener Stern. Bei der Verleihung des Titels Heldin Usbekistans an Lola Murotova sagte Shavkat Mirziyoyev über sie:
„Wenn ich nach Fargʻona gehe, werde ich auf jeden Fall zu meiner Schwester Lola gehen. Was wird dieses Jahr passieren, Schwester Lola, frage ich. Sie erfüllen die Getreide- und Baumwollpläne auch in den schwierigsten Jahren. Warum? Diese Frau hat solche Liebe zur Heimat in ihrem Herzen, dass man nicht darüber sprechen muss. Diese Einfachheit und Aufrichtigkeit sind das Symbol und Beispiel einer usbekischen Frau.“

## Dokumentarfilm
Gemäß dem Auftrag der nationalen Agentur Uzbekkino wurde ein Dokumentarfilm über das Leben und die Arbeit von Lola Murotova vom Filmstudio für Dokumentation und Chronik gedreht. Die Präsentation des Films fand am 4. Dezember 2020 im Islam-Karimov-Theater-Konzertpalast in Fargʻona statt. Das Drehbuch des Films stammte von Zebokhon Kabilova, Dozentin am Staatlichen Pädagogischen Institut Kokand, Regie führte Daniyor Shokirov und Said Dalilkhan Said Turgutkhanov war der Kameramann.